# Zbrodnia nazistowska

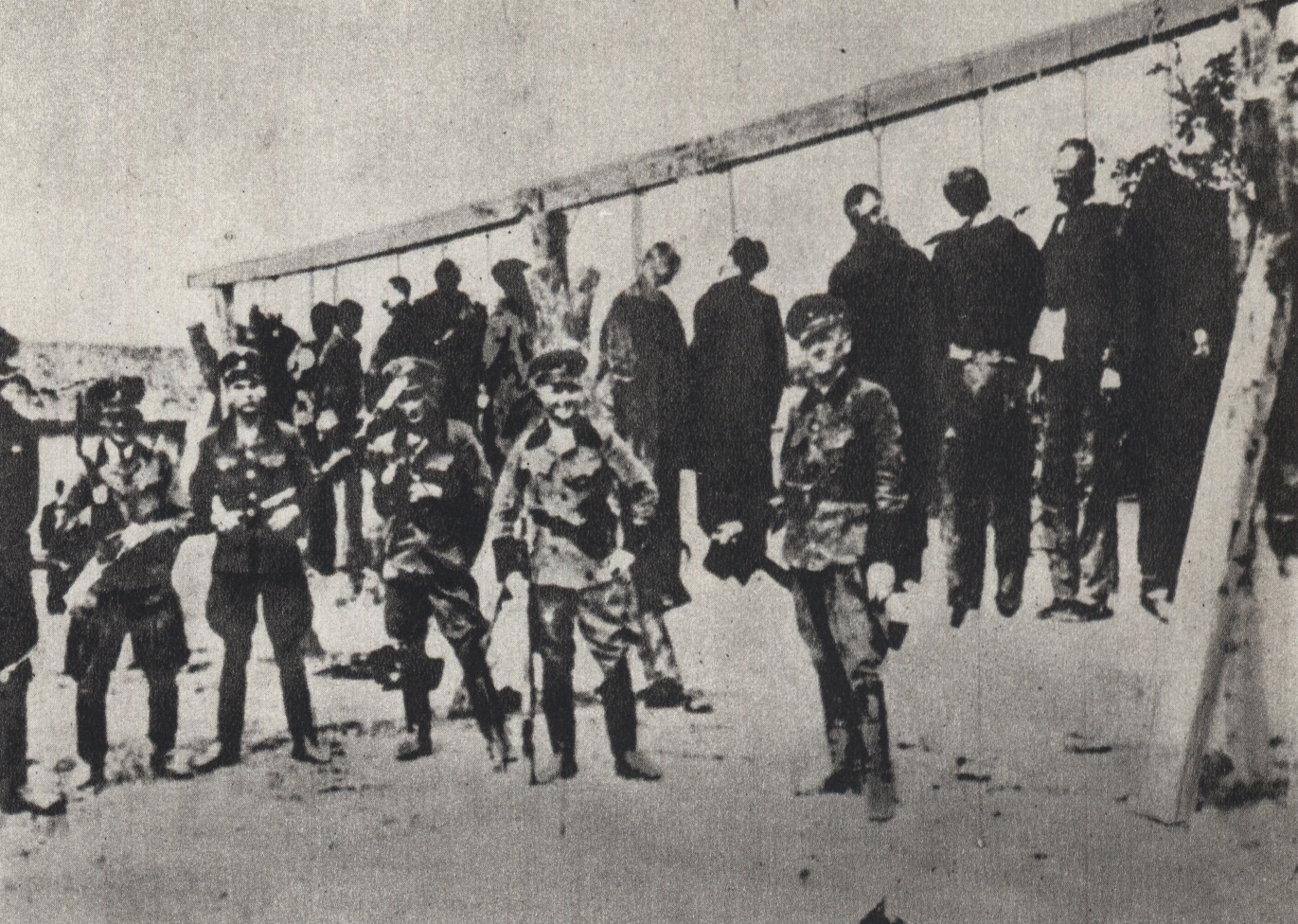
Zbrodnia nazistowska

Zbrodnia nazistowska (w rozumieniu ustawy z dnia 18 grudnia 1998 r. o Instytucie Pamięci Narodowej – Komisji Ścigania Zbrodni przeciwko Narodowi Polskiemu) – czyn popełniony przez funkcjonariuszy publicznych III Rzeszy (1933–1945), albo przez nich inspirowany lub tolerowany, będący zbrodnią przeciwko ludzkości, a w szczególności zbrodnią ludobójstwa (w rozumieniu Konwencji w sprawie zapobiegania i karania zbrodni ludobójstwa, przyjętej w dniu 9 grudnia 1948 r.), a także innym poważnym prześladowaniem z powodu przynależności osób prześladowanych do określonej grupy narodowościowej, politycznej, społecznej, rasowej lub religijnej. Czyn ten, stanowiący według prawa międzynarodowego zbrodnię przeciwko pokojowi, zbrodnię przeciwko ludzkości lub zbrodnię wojenną, nie ulega przedawnieniu.

## Definicja
W polskim prawodawstwie termin „zbrodnia nazistowska” został wprowadzony 1998 w ustawie o IPN-KŚZpNP (ustawa z dnia 18 grudnia 1998 r. o Instytucie Pamięci Narodowej – Komisji Ścigania Zbrodni przeciwko Narodowi Polskiemu). W nowelizacji ustawy z dnia 5 marca 1999, przeprowadzonej przez Sejm RP, rozszerzono zakres przestępstw określonych prawem międzynarodowym które nie ulegają przedawnieniu (poprzednio w ustawie z 6 kwietnia 1984 określone jako „zbrodnie hitlerowskie, stalinowskie i inne przestępstwa stanowiące według prawa międzynarodowego zbrodnie wojenne lub zbrodnie przeciwko ludzkości”) o „zbrodnie nazistowskie, komunistyczne oraz przestępstwa stanowiące zbrodnie przeciwko pokojowi, ludzkości lub zbrodnie wojenne”.
W ustawie z 18 grudnia 1998 o IPN-KŚZpNP, termin „zbrodnia nazistowska” zastąpił poprzednio funkcjonujący termin „zbrodnia hitlerowska”, określony w ustawie z 1984 o IPN-GKBZpNP (ustawa z dnia 6 kwietnia 1984 o Instytucie Pamięci Narodowej – Główna Komisja Badania Zbrodni Przeciwko Narodowi Polskiemu).
Określenie „zbrodnie hitlerowskie”, zostało zdefiniowane w Encyklopedii Popularnej PWN z 1982 jako: „zbrodnie dokonane w okresie istnienia III Rzeszy (1933–1945) przez funkcjonariuszy aparatu partyjnego (NSDAP), państwowych i organizacji hitlerowskich jako wynik planowej polityki hitlerowskiej; zbrodnie hitlerowskie dokonane w Niemczech i w okupowanych krajach Europy określone zostały przez Międzynarodowy Trybunał Wojskowy w Norymberdze (1945) jako zbrodnie przeciwko pokojowi, zbrodnie wojenne i zbrodnie przeciwko ludzkości”.
Śledztwa w sprawach zbrodni nazistowskich (w szczególności dotyczące sprawców zamieszkujących na terenie Niemiec), prowadzone są przez Instytut Pamięci Narodowej we współpracy z Centralą Badania Zbrodni Narodowosocjalistycznych (niem. Zentrale Stelle der Landesjustizverwaltungen zur Aufklärung Nationalsozialistischer Verbrechen) w Ludwigsburgu, utworzoną w grudniu 1958.

## Ściganie zbrodni nazistowskich w Polsce
Po zakończeniu II wojny światowej, w Polsce powołano odpowiednie organy zajmujące się badaniem zbrodni nazistowskich, gromadzeniem materiałów dokumentacyjnych oraz prowadzeniem śledztw w tym zakresie. Główną instytucją odpowiedzialną za te działania, była powołana uchwałą Prezydium KRN z dnia 29 marca 1945 (oraz dekretem KRN z 10 listopada 1945 jako specjalny organ Ministerstwa Sprawiedliwości), Główna Komisja Badania Zbrodni Niemieckich w Polsce.
Instytucja ta współpracowała z placówkami Polskiej Misji Wojskowej do Badania Niemieckich Zbrodni Wojennych, działającej na terenie stref okupacyjnych w Niemczech. W wyniku jej prac, wpisano 7405 zbrodniarzy na listę Centralnego Rejestru Zbrodniarzy Wojennych i Podejrzanych (CROWCASS), co stanowiło podstawę do ich ewentualnej ekstradycji. W wyniku dalszych dochodzeń śledczych w latach 1946–1950 doprowadzono do ekstradycji na terytorium Polski 1803 zbrodniarzy hitlerowskich. Wskutek negatywnego ustosunkowania się alianckich władz okupacyjnych, nie uzyskano ekstradycji 5600 zbrodniarzy.
Od 1959 instytucja (od 1949 pod nazwą Główna Komisja Badania Zbrodni Hitlerowskich w Polsce), udzielała pomocy prawnej i dokumentacyjnej instytucjom zagranicznym, zajmującymi się badaniem i ściganiem zbrodni nazistowskich. Zmiana uwarunkowań geopolitycznych, spowodowała, iż w okresie 1959–1964 niepowodzeniem zakończyły się próby szerszej współpracy z wymiarem sprawiedliwości RFN, która w tym okresie z reguły negatywnie rozpatrywała propozycje współpracy prawnej i dokumentacyjnej ze strony polskiej.
W latach 1965–1979 Główna Komisja Badania Zbrodni Hitlerowskich w Polsce, przekazała do prokuratur, sądów oraz central ścigania (w przeważającej części znajdujących się w RFN), 31 215 protokołów zeznań świadków, 26 107 kopii dokumentów, 120 000 klatek mikrofilmów, dotyczących poszczególnych zbrodni nazistowskich i ich sprawców (była to największa liczba dokumentów przekazanych przez kraj znajdujący się pod okupacją niemiecką w czasie II wojny światowej). W tym samym okresie wysłano na procesy do RFN 604 świadków, 51 świadków do Austrii, 9 do Holandii, zorganizowano w Polsce 25 wizji lokalnych oraz sesji zagranicznych sądów przysięgłych, a także udzielono pomocy prawnej dla 813 zagranicznych prokuratorów, sędziów lub adwokatów (z RFN, Austrii, Holandii i Berlina Zachodniego), którzy przebywali w Polsce w celu prowadzenia działalności śledczej lub dochodzeniowej.
Mimo tych wysiłków nie udało się zakończyć sukcesem większości prowadzonych spraw, ponieważ m.in. 90% szefów placówek Gestapo odpowiedzialnych za zbrodnie popełnione w czasie okupacji niemieckiej w Polsce, uniknęło odpowiedzialności karnej. Nie udało się pociągnąć do odpowiedzialności takich zbrodniarzy hitlerowskich jak: Wilhelm Koppe, Ludwig Hahn czy Heinz Reinefarth, mimo dostarczenia przez Polskę niezaprzeczalnych dowodów winy podejrzanych. W większości przypadków, poza zasięgiem polskiego wymiaru sprawiedliwości znaleźli się nazistowscy funkcjonariusze RSHA i innych centralnych urzędów III Rzeszy (nawet jeżeli przeciwko nim prowadzone były śledztwa), zbrodniarze z Wehrmachtu, Waffen-SS oraz cywilnej administracji niemieckiej (np. spośród członków tzw. „rządu” Generalnego Gubernatorstwa, tylko dwie osoby zostały oskarżone i osądzone w procesach: Hans Frank – przed Międzynarodowym Trybunałem Wojskowym w Norymberdze i Josef Bühler przed Najwyższym Trybunałem Narodowym).

### Utrata dokumentacji zbrodni niemieckich przez Główną Komisję Ścigania Zbrodni przeciwko Narodowi Polskiemu
W latach 1959–1989 Główna Komisja Badania Zbrodni Hitlerowskich przekazała Centrali Badania Zbrodni Narodowosocjalistycznych w Ludwigsburgu kilkaset tysięcy oryginalnych dowodów zbrodni niemieckich w Polsce w okresie okupacji (co najmniej 36 000 protokołów zeznań, 150 000 fotografii, kilkadziesiąt tysięcy mikrofilmów i 12 000 kompletnych akt prowadzonych śledztw). Zachodzi obawa, że dokumentacja ta została bezpowrotnie utracona.
Prof. Daria Nałęcz, jako ówczesny Dyrektor Naczelny Archiwów Państwowych tak podsumowała w 2006 r. tę sytuację:

Utrata znacznej części tak ważnego dla Polski archiwum dokumentującego niemieckie zbrodnie to kuriozum. Mogłabym jeszcze zrozumieć, gdyby chodziło tylko o naszą pomoc prawną, bo do tego jesteśmy zobowiązani. Jednakże niewykonanie kopii, brak dbałości o zwrot oryginałów, nie mówiąc już o utajnieniu tego procederu przed negocjatorami procesu restytucji archiwaliów z Niemiec, jest co najmniej niepokojące. Mam nadzieję, że ktoś w tej sprawie pójdzie jednak po rozum do głowy. Dobrze byłoby wiedzieć, czy chociaż jedna ze spraw, których akta przekazano, zakończyła się procesem lub skazaniem winnego.